# Adufeiras de Monsanto
Adufeiras de Monsanto (Portugal, 1977), são um grupo de música popular constituído por mulheres.

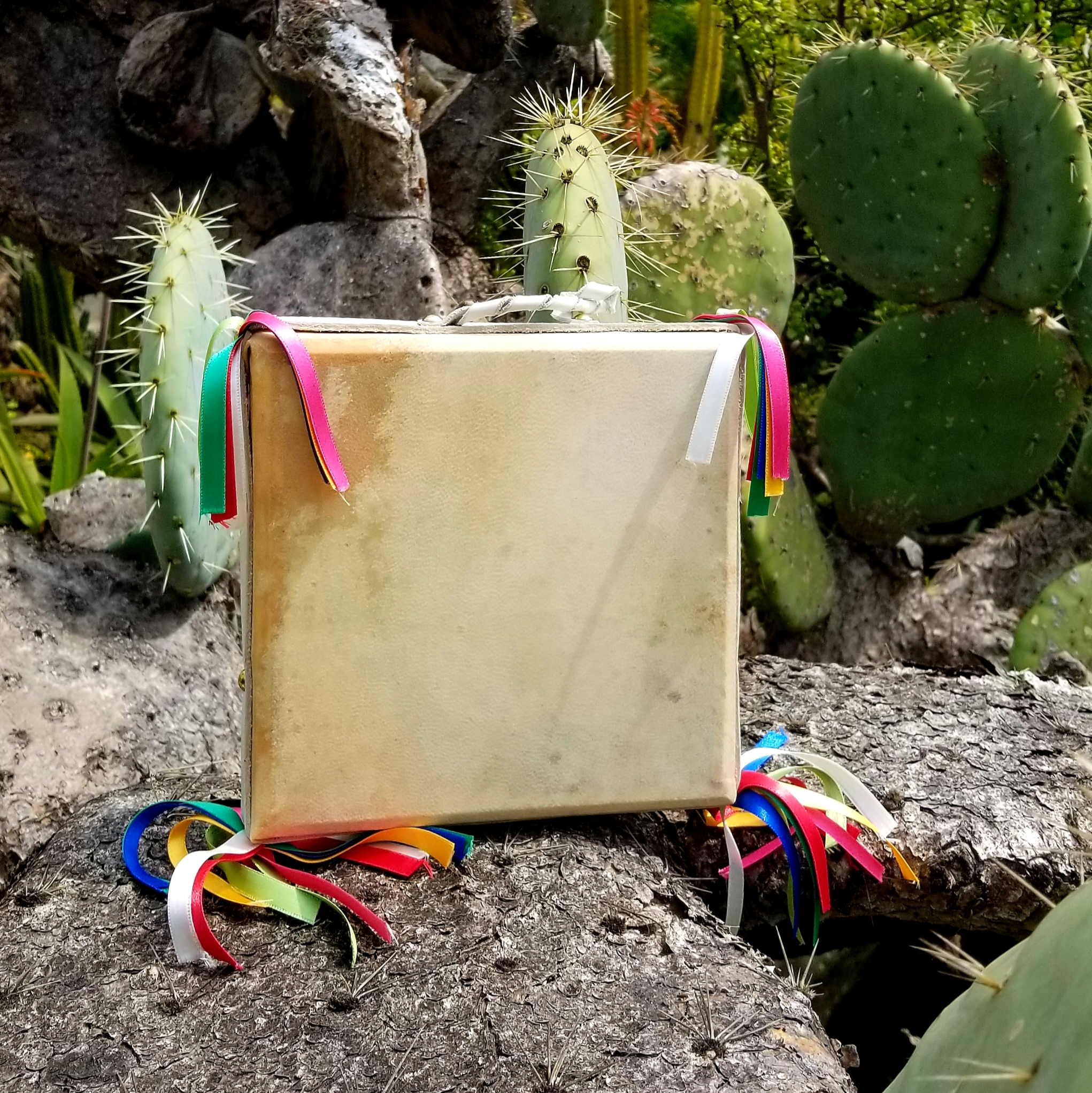
Adufe, fotografia tirada em Lisboa.

## Biografia
Adufeiras de Monsanto são grupo de música popular que pretende preservar e divulgar o património material e imaterial de Monsanto através dos trajes e do cancioneiro popular utilizando como instrumento musical o adufe.

## Percurso
As Adufeiras de Monsanto são constituídas por cerca de 50 tocadoras de adufe com idades entre os 8 e os 80 anos (dados de 2022).
A primeira internacionalização do grupo ocorreu no XII Festival Internacional de Folclore da Jugoslávia (Zagreb), em 1977 ainda enquanto integrantes do Rancho Folclórico da Casa do Povo de Monsanto.
A madrinha do grupo é a etnomusicóloga Salwa Castelo Branco (Universidade Nova de Lisboa).

## Obra
- CDs - As Adufeiras de Monsanto participaram ao longo do seu percurso em diversas produções musicais, tendo inclusive editado pelo menos 2 CDs. Dentre a discografia destaca-se: [3][1]

2016 - participam no CD "Não nos Deixeis Cair em Tradição" dos Sampladélicos;
2010 - editam CD duplo "Monsanto, Memória e Tradição", com 37 temas da Etnografia Monsantina;
2007 - participam no CD "Sulitânea", com a  Ronda dos Quatro Caminhos;
2001 - editam CD com 15 temas do Cancioneiro Monsantino;
2001 - participam no CD da Orquestra de José Marinho "Nova Harmonia";
2000 - participam no CD “Chorinho Feliz” , de Maria João e Mário Laginha, com Gilberto Gil e Lenine;
1998 - participam no CD da série “Vozes do Mundo”, produzido pela Cité de La Musique e Edições Actes Sud, de Paris;
1995 - participam na edição de um CD de música patrocinado pelo Institut International for Traditional Music (IITM-Berlin).
- Concertos e Eventos - As Adufeiras de Monsanto participaram num conjuto de eventos e concertos dos quais se destacam[1][4]:  :

2018 - atuam nas Nações Unidas no âmbito das comemorações do 10 de junho
2004 - FITUR (Madrid), Portalegre , Mangualde , Idanha-a-Nova e "Gala do 12.º aniversário da SIC" no Pavilhão Atlântico, em Lisboa
2001 - Concerto de Maria João Pires, no Centro para o Estudo das Artes em Belgais;
1999 - Integraram o elenco do espectáculo de Ricardo Pais, “Raízes Rurais, Paixões Urbanas”, no Teatro Nacional S. João, do Porto; Participaram na Grande Salle da Cité da la Musique, em Paris (França) e no Festival Internacional das Mulheres, em Hamburgo;
1998 - Participaram no concerto, no Centro Cultural Raiano (Idanha-a-Nova), com Maria João e Mário Laginha e na Expo 98.

## Prémios e Reconhecimento
As Adufeiras de Monsanto são membros da Organizacion Internacional del Art Popular (IOV-UNESCO). Em 2019, o grupo participou no documentário “Gimme The Beat”, um projecto sobre instrumentos de percussão no mundo que visava recolher o toque do adufe.

## Ligações Externas
- A Música Portuguesa A Gostar Dela Própria | Adufeiras de Monsanto - “Velhinha”

- A Música Portuguesa A Gostar Dela Própria | Adufeiras de Monsanto - "Macelada"